# سارة بيرك (لاعبة كريكت)
سارة بيرك (2 يناير 1982 بكرايستشرش في نيوزيلندا - ) (بالإنجليزية: Sarah Burke)‏ هي لاعبة كريكت نيوزلندية. شاركت مع منتخب نيوزيلندا الوطني للكريكت.

## وصلات خارجية
- سارة بيرك على موقع إي آس بي آن كريك إنفو (الإنجليزية)